# Capitalismo cognitivo
O capitalismo cognitivo, também referido como  capitalismo cognitivo-cultural  ou  economia cognitivo-cultural  ou, ainda, terceiro capitalismo (entendido como uma fase posterior ao mercantilismo e o capitalismo industrial) é uma teoria centrada nas mudanças socioeconômicas provocadas pelas tecnologias da Internet e da Web 2.0, as quais têm transformado o modo de produção e a natureza do  trabalho. Nessa fase do capitalismo - correspondente ao trabalho pós-fordista - haveria maior geração de riqueza comparativamente às fases anteriores, e  o conhecimento e a informação (competências cognitivas e relacionais) seriam as principais fontes de geração de valor. 
A teoria do capitalismo cognitivo tem sua origem na França e na Itália, especialmente nos trabalhos de Gilles Deleuze e Felix Guattari (Capitalismo e Esquizofrenia), de Michel Foucault (sobre o nascimento do biopoder) e nos  conceitos de império e multidão, elaborados por Michael Hardt e Antonio Negri, e também no movimento italiano  marxista autonomista que tem suas origens ligadas ao operaismo italiano dos anos 1960. 
A economia cognitivo-cultural é representada por setores como a indústria de alta tecnologia, serviços comerciais e financeiros, serviços pessoais os meios de comunicação de massa e a indústria cultural, entre outros. Caracteriza-se pelo uso de tecnologias digitais associado ao trabalho cognitivo e cultural. O conceito tem sido associado ao pós-fordismo, à economia do conhecimento e à chamada nova economia. 
Quando a produção em massa fordista começou a declinar, a partir de meados dos anos 1970, nos países de  capitalismo avançado, um sistema de produção mais flexível foi gradativamente introduzido para substituí-lo. A noção de capitalismo cognitivo-cultural foi desenvolvida como uma resposta à insuficiência das interpretações dessa transição do modelo fordista para um modelo pós-fordista de acumulação flexível   (também referido como  toyotismo).
Estudos empíricos desse novo sistema  foram publicados nos anos 1980. Baseados em estudos de caso, esses estudos concentravam sua abordagem principalmente em distritos  industriais de alta tecnologia, nos Estados Unidos (Silicon Valley, Orange County,  Route 128 de Boston, etc.) e o renascimento industrial das indústrias do nordeste e do centro da Itália (a chamada Terceira Itália. ). 
Levy e Murnane em The New Division of Labor  não se referem à economia cognitivo-cultural mas destacam a substituição do maquinário padronizado, no sistema de produção americano, por tecnologias que não só substituíram o trabalho humano em atividades de rotina  mas também contribuíram para o desenvolvimento intelectual e afetivo dos trabalhadores, além de constituir a base da enorme expansão das atividades que formaram o núcleo da economia cognitivo-cultural (serviços especializados, indústria cultural, etc). 